# Johann Gottfried Böker
Johann Gottfried Böker, als US-Bürger John Godfrey Boeker, weitere Schreibweisen Böcker, Bocker oder Boker (* 15. Januar 1795 in Vieringhausen bei Remscheid, Herzogtum Berg; † 3. März 1860 in New York City), war ein deutschamerikanischer Wein- und Spirituosenhändler, konsularischer Vertreter, Kunstsammler und Galerist. Von 1822 bis 1829 diente er den Vereinigten Staaten als Konsul für die Rheinprovinz und Westfalen in Remscheid bzw. in Elberfeld. Von 1830 bis 1836 residierte er als US-Generalkonsul für die Schweiz in Basel. Von 1849 bis 1857 betrieb er die Düsseldorf Gallery in New York City, 1852 kurzzeitig auch in Boston, in der er seine Sammlung von Gemälden der Düsseldorfer Malerschule öffentlich ausstellte.

## Leben
Böker, Sohn des Remscheider Kaufmanns Johann Bö(c)ker (* 1764 in Vieringhausen; † vor 1824 bei Hanau) und dessen Ehefrau Marianne Petronella, geborene Died(e)richs (* 1775 in Büchen bei Vieringhausen; † in Elberfeld), heiratete seine Cousine Maria Hilgers (1800–1888). Das Paar wanderte in die Vereinigten Staaten aus und bekam fünf Kinder: John Boker (* 2. Dezember 1824 in New York City; † 20. August 1887 ebenda), Helen[e] (* 1830 in New York; † 18. September 1870), Walter (* 1824) und Mary Ann.
Als John Godfrey Boeker wurde Böker US-amerikanischer Staatsbürger. Ab 1825 taucht er im Einwohnerverzeichnis von New York City auf. Dort betätigte er sich bis zu seinem Lebensende erfolgreich als Wein- und Spirituosenhändler, mit seinem Bruder Eduard (* 1798 in Vieringhausen; † 1853 in New York) als Eigentümer der Firma J. G. & E. Böker, ab 1853 mit seinem Sohn John Boker in der Firma J. G. &. J. Boker. Er importierte und vertrieb vor allem Weine aus Deutschland, Frankreich und Ungarn. Auch produzierte und vermarktete er Boker’s Bitters, einen Magen- und Cocktailbitter, der viel und gern getrunken wurde. Er kam so zu beträchtlichem Wohlstand und besaß das Anwesen „The Moorings“, einen Landsitz in Tarrytown (New York) auf 94 Acres am Hudson River, den er von Matthew Calbraith Perry erworben hatte.
Außerdem agierte Boker als Interessenvertreter der im März 1821 in Elberfeld gegründeten Rheinisch-Westindischen Kompagnie. Um die britische Vorherrschaft im europäisch-amerikanischen Seehandel und die Dominanz der hanseatischen Seehäfen Hamburg, Bremen und Lübeck zu durchbrechen und zwischen dem Königreich Preußen und den Vereinigten Staaten zwecks Kostensenkung den Direkthandel zu entwickeln, schlug er dem US-Außenminister John Quincy Adams in einem Brief vom 8. August 1821 vor, in den neuen preußischen Rheinprovinzen, damals noch Provinz Großherzogtum Niederrhein und Provinz Jülich-Kleve-Berg, zur Förderung direkter Handelsbeziehungen ein US-Konsulat zu errichten. In diesem Zusammenhang wies Böker insbesondere auf die wirtschaftlichen Potenziale der frühindustriell aufstrebenden rheinpreußischen Städte Aachen, Barmen, Köln, Krefeld, Düsseldorf, Elberfeld, Mülheim an der Ruhr, Remscheid und Solingen als bedeutende Absatzmärkte für US-amerikanische Produkte (rohe Baumwolle und Tabak) hin. 1822 entsandten die Vereinigten Staaten Böker als US-Konsul für die Rheinprovinz und Westfalen. Die entsprechende Approbation erhielt er von Präsident James Monroe. Sein Dienstsitz war zunächst Remscheid, ab dem 1. Januar 1823 Elberfeld.
Am 30. November 1829 wurde Böker zum US-Generalkonsul für die Schweiz ernannt. Im Oktober 1830 trat er in Basel seinen Dienst als überhaupt erster offizieller Vertreter der Vereinigten Staaten in der Schweiz an, eine Funktion, die er bis 1836 ausübte. Den Posten als US-Konsul für die Rheinprovinz und Westfalen übernahm 1829/1830 sein Stiefbruder Wilhelm Troost-Simons († 1852), der Sohn des Kaufmanns, Handelsrichters und Mitgründers der Rheinisch-Westindischen Kompagnie, Johann Abraham Troost (1762–1840), der am 10. März 1824 in zweiter Ehe Bökers Mutter geheiratet hatte.

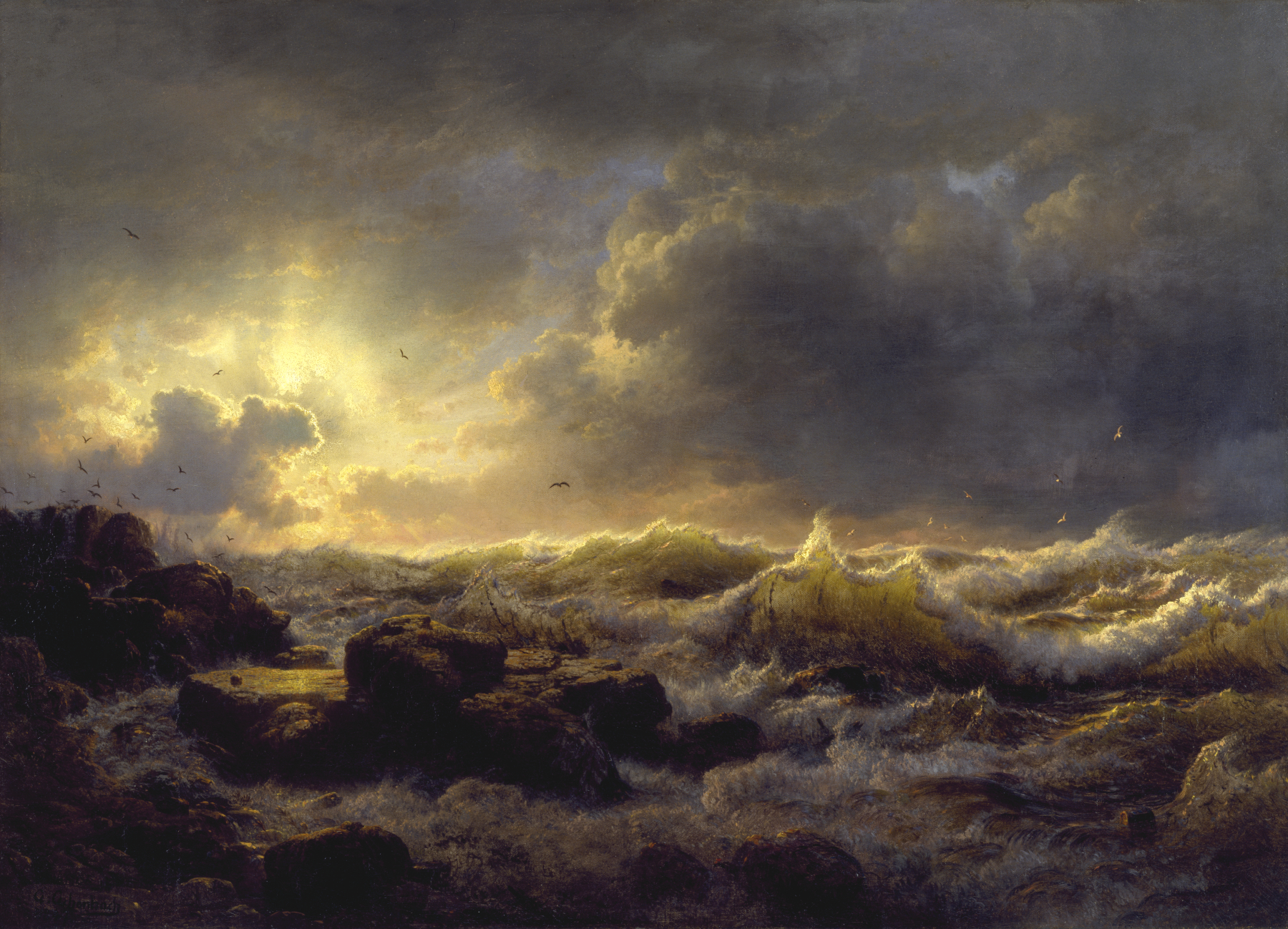
Clearing Up (Coast of Sicily), Gemälde von Andreas Achenbach, 1847 – Böker sammelte vor allem Bilder der Landschafts- und Genremaler der Düsseldorfer Schule. Dieses Bild, das auch in der Düsseldorf Gallery ausgestellt war, besaß er bis 1857. Heute gehört es zur Sammlung des Walters Art Museum, Baltimore.

Über Bökers Tätigkeiten in der Zeit zwischen 1836 und 1846 ist wenig bekannt. Möglicherweise pendelte er zwischen New York City und Düsseldorf, wo er sich besonders für die aus der Kunstakademie Düsseldorf hervorgehende Düsseldorfer Malerschule interessierte. Seit 1829 Mitglied des Kunstvereins für die Rheinlande und Westfalen baute er in vielen Jahren eine beachtliche Kollektion dieser Malerschule auf. Berichtet wird, dass er etwa die Gemäldesammlung des Düsseldorfer Kunsthändlers und Hofvergolders Anton Kraus erwarb. Am 8. August 1846 wählten ihn die Mitglieder des Kunstvereins in dessen Ausschuss.
Als erfahrener Geschäftsmann und Interessenvertreter des Kunstvereins entwickelte er Pläne, den US-amerikanischen Markt für die Düsseldorfer Maler zu erschließen. Im Mittelpunkt dieser Überlegungen stand die Idee einer permanenten Ausstellung am Broadway in New York City, dem Kunstzentrum Nordamerikas. Am 18. April 1849 eröffnete er dort im Obergeschoss eines neugotischen Kirchenbaus die Düsseldorf Gallery. Sie umfasste rund 150 Gemälde der Düsseldorfer Malerschule, darunter einige, die erst im Zuge der in Deutschen Revolution 1848/1849 dorthin in Sicherheit gebracht wurden. Anfangs war die Ausstellung ein großer Erfolg. Die Öffentlichkeitswirkung der Berichterstattung über die Ausstellung in den US-amerikanischen Medien trug ferner dazu bei, dass sich in dieser Zeit eine beachtliche Anzahl junger US-Amerikaner entschloss, Malerei in Düsseldorf zu studieren. Kurz nach Eröffnung der Düsseldorf Gallery stellte Böker 1849 bei einem Aufenthalt in Düsseldorf den Düsseldorfer Künstlern die Gründung einer German-American Art-Union in Aussicht. Im Januar 1849 erschien in New York City ein Katalog der Dusseldorf Art Union mit einer Liste von 56 Bildern, die dort im Juli des Jahres verlost werden sollten. Zu der Verlosung des Kunstvereins waren Subskribenten zugelassen, die einen Mitgliedsbeitrag von fünf preußischen Talern zahlten. Als erste Jahresgabe erhielten die Mitglieder einen Druck des Stichs der Disputa von Joseph Keller nach Raffael. Dieses Geschäft betrieb Böker ohne Partner neben seiner Galerie offenbar für mehrere Jahre.
Schon 1850 ließ das Interesse des Publikums an der Düsseldorf Gallery erheblich nach. 1850 und 1854 kursierten Gerüchte, dass Böker die Ausstellung auflösen wolle. Finanzielle Probleme während der Wirtschaftskrise von 1857 veranlassten ihn schließlich, seine Sammlung an die Cosmopolitan Art Association des Kunsthändlers Chauncey L. Derby aus Sandusky (Ohio) zu verkaufen. Dessen Bruder Henry W. Derby, der die New Yorker Filiale des Unternehmens leitete, veränderte das Ausstellungskonzept und verlegte den Sitz der Kollektion und Galerie mehrmals am Broadway. 1861 beendete der Ausbruch des Sezessionskrieges den Betrieb der letzten Ausstellung der Düsseldorfer Sammlung. Im Dezember 1862 wurde sie in einer Auktion in New York verkauft.
Durch seinen Tod Anfang März 1860, den er im Alter von 65 Jahren als Folge eines Herzinfarkts erlitt, erlebte Böker die Schließung der Ausstellung und die Auflösung seiner ehemaligen Kunstsammlung nicht mehr. Bestattet wurde er auf der Woodlawn Cemetery. Seine Witwe zog 1882 nach Bonn, wo sie 1888 verstarb.